# Julian Hatcher

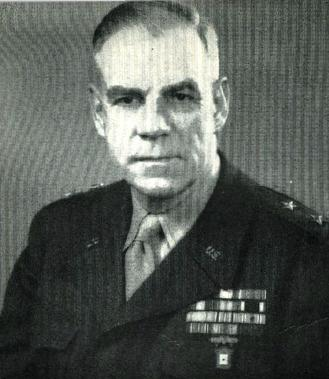
Julian S. Hatcher

Julian Sommerville Hatcher (* 26. Juni 1888 in Hayfield, Virginia; † 4. Dezember 1963 in Springfield, Massachusetts) war ein US-amerikanischer Offizier und Waffenexperte. Während seines Lebens verfasste er mehrere technische Bücher und Artikel in den Bereichen Ballistik, militärische Feuer- und selbstladende Waffen. Seine wichtigsten Werke sind Hatcher's Notebook und das Buch über das M1 Garand. Außerdem war er ein Pionier in der forensischen Identifizierung von Feuerwaffen und deren Munition. Hatcher schied aus der US Army im Rang eines Major General aus.

## Leben
Hatcher wurde in Hayfield, Virginia geboren und schloss 1909 die Ausbildung zum Marineoffizier an der United States Naval Academy in Annapolis, Maryland, mit Auszeichnung ab. Später transferierte er ins zur U.S. Army gehörende Coast Artillery Corps. Er heiratete Eleanor Dashiell, mit welcher er drei Kinder hatte. Als Chief der Small Arms Division im Ordnance Department, einer Unterstützungsabteilung der US-Armee, welche unter anderem zur Entwicklung neuer Waffen beiträgt, und als Assistant Commandant der Ordnance School vor und während der Anfangszeit des Zweiten Weltkrieges arbeitete er eng mit dem Springfield Armory zusammen, um Fehler in dem Gewehr M1 Garand zu beheben.
1916 war das leichte französische Maschinengewehr Hotchkiss M1909 im Dienst der US-Armee und wurde bei der Strafexpedition gegen Pancho Villa eingesetzt. Aus Meldungen dieses Einsatzes schloss man, dass die Waffe nicht ordnungsgemäß funktionierte. Eine Untersuchung brachte ans Licht, dass das Hauptproblem das 30-Schuss-Magazin in Verbindung mit unerfahrenen Schützen war. Leutnant Hatcher erhielt den Auftrag, die Probleme zu lösen. Er fand heraus, dass keinem Soldaten die korrekte Handhabung der Waffe beigebracht wurde, daraufhin gründete die erste Armeeschule zur Bedienung von Maschinengewehren, die kurze Zeit später die ersten geschulten Truppen bereitstellte. Kurze Zeit später erwies sich das M1909 als effektive Waffe.
Hatcher half später auch dabei, eine Lösung für die spröden Gehäuse der ersten von Springfield Armory und Rock Island Arsenals gefertigten Springfield-M1903-Gewehre zu finden. Seine Lösung bestand darin, ein Loch in das Gehäuse neben dem Verschluss zu bohren. Diese als Hatcher Hole (dt. so viel wie Hatcher Loch) bezeichnete Änderung wurde typischerweise während der Wartung an den Gehäusen angebracht.

## Werke
- Book of the Garand, Verlag: Gun Room Press, 1983, ISBN 978-0-88227-014-2
- Hatcher's Notebook, Revised Edition, Verlag: Stackpole Co, ISBN 978-0-8117-0350-5
- Firearms Investigation, Identification and Evidence, Verlag: Stackpole Bks.,U.S. ISBN 978-0-8117-0612-4
- Julian S. Hatcher, Glenn P. Wilhelm, Harry J. Malony, Machine Guns: Mechanism, The Practical Handling Of Machine Gun Fire, Machine Gun Tactics (1917), Kessinger Publishing, ISBN 978-1-4370-9681-1

| Personendaten    | Personendaten                                    |
| ---------------- | ------------------------------------------------ |
| NAME             | Hatcher, Julian                                  |
| ALTERNATIVNAMEN  | Hatcher, Julian Sommerville (vollständiger Name) |
| KURZBESCHREIBUNG | US-amerikanischer Offizier und Waffenexperte     |
| GEBURTSDATUM     | 26. Juni 1888                                    |
| GEBURTSORT       | Hayfield, Virginia                               |
| STERBEDATUM      | 4. Dezember 1963                                 |
| STERBEORT        | Springfield, Massachusetts                       |